# 汪応蛟
汪 応蛟（おう おうこう、嘉靖29年8月7日（1550年9月17日）- 崇禎元年2月26日（1628年3月31日））は、明代の官僚・政治家。字は潜夫、号は登原。本貫は徽州府婺源県。

## 生涯
万暦2年（1574年）、進士に及第した。南京兵部主事に任じられ、南京礼部郎中に転じた。吏部侍郎の陸光祖と御史の江東之らが互いに告発しあうと、応蛟は陸光祖を不実とみなして弾劾した。山西按察使に累進し、易州の兵を統轄した。鉱使の王虎が勝手な収奪を行っている事情を報告したが、万暦帝からの返答はなかった。
万暦26年（1598年）、豊臣秀吉の朝鮮再侵攻（慶長の役）に対応するため明軍が派遣されると、天津巡撫の万世徳が朝鮮に派遣されることになったことから、応蛟がこれに代わって天津巡撫となった。水利工事や荒地の開墾に尽力した。たびたび兵士の食事の改善を上申し、軍の士気向上に効果を上げた。税使の王朝が死去すると、万暦帝は代任を派遣しようとした。応蛟が上疏してこれを取りやめるよう求めると、帝の意志に逆らったとして厳しい譴責を受けた。
朝鮮での戦争が終結すると、応蛟は保定巡撫に転じた。旱魃と蝗害が発生したため、振給と救恤に尽力した。北京周辺の民衆の困窮を万暦帝に訴え、鉱税の免税を要請した。柳勝秋らが北京周辺の税収は銀13万に及ぶと主張した。応蛟は三たび上疏して反論し、半減させることができた。万暦30年（1602年）春、万暦帝は鉱税の停止を命じたが、まもなく復活させた。応蛟は再び上疏して争ったが、聞き入れられなかった。北京に召還されて工部右侍郎となった。万暦31年（1603年）、病を理由に辞職した。万暦33年（1605年）、兵部左侍郎とされたが、親の介護を理由に出仕しなかった。
泰昌元年（1620年）、南京戸部尚書として起用された。天啓元年（1621年）6月、北京に入朝し、戸部尚書となった。民力涵養のための十八事を列挙して上疏し、天啓帝に聞き入れられた。熊廷弼が三方に軍隊を配置する戦略を立案し、軍の糧食1200万を求めると、応蛟はこれに強く反対した。泰昌帝の服毒死事件（紅丸の案）を巡る朝廷の議論において、応蛟は崔文昇・李可灼を法で処断し、方従哲の官爵を剥奪して平民戸籍に編入するよう請願した。
天啓帝の保母の客氏が求めた墓地が制限を超えていたことから、応蛟は与えるべきでないと意見して、憎まれることになった。ときに老齢で任に耐えないと言上する者がいたので、応蛟は引退を願い出た。天啓2年（1622年）12月、太子少保の位を加えられ、致仕して帰郷した。辞職にあたって、宋代の儒者の語を引用して、宦官や宮妾を警戒するよう天啓帝に上疏した。
崇禎元年2月戊午（1628年3月31日）、家で死去した。享年は78。著書に『学詩略』1巻があった。